# Ластівчине гніздо (золота монета)
«Ла́стівчине гніздо́» — золота пам'ятна монета номіналом 50 гривень, випущена Національним банком України, присвячена одній з перлин Південного Криму — «Ластівчиному гнізду», побудованому в 1912 році інженером-архітектором Шервудом.
Монету введено в обіг 28 травня 2008 року. Вона належить до серії «Пам'ятки архітектури України».

## Опис монети та характеристики
| Номінал грн. | Метал            | Маса, г       | Діаметр, мм | Якість виготовлення | Гурт    | Тираж, штук |
| ------------ | ---------------- | ------------- | ----------- | ------------------- | ------- | ----------- |
| 50           | золото 900 проби | 15,55 / 17,28 | 25,0        | пруф                | гладкий | 4 000       |

### Аверс
На аверсі монети зображено морську хвилю і чайку, угорі — малий Державний Герб України та півколом напис — «НАЦІОНАЛЬНИЙ БАНК УКРАЇНИ», розміщено написи: на монеті з золота — «50/ ГРИВЕНЬ/ 2008» а також позначення металу, його проби Au 900, маси в чистоті — 15,55 г., а також логотип Монетного двору Національного банку України.

### Реверс
На реверсі монети на тлі гори і моря зображено пам'ятку архітектури — «Ластівчине гніздо» на скелі та розміщено напис — «ЛАСТІВЧИНЕ ГНІЗДО» (ліворуч).

## Автори

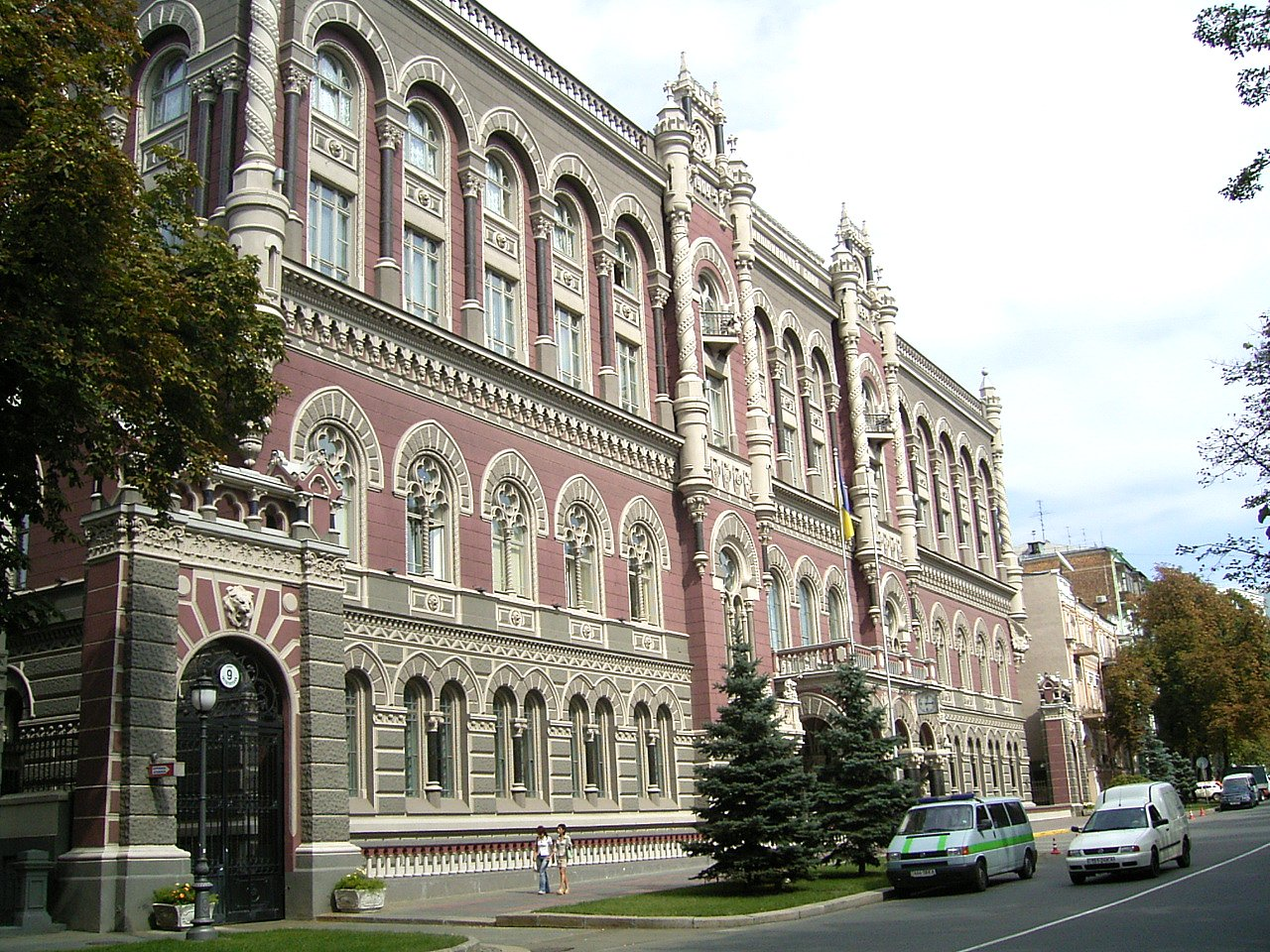
Будівля Національного банку України

- Художники: Володимир Таран, Олександр Харук, Сергій Харук (аверс), Борис Груденко (реверс).
- Скульптори: Анатолій Дем'яненко, Володимир Атаманчук.

## Досягнення
Салон нумізматики, медалістики та банкнот «Віченца нумізматична» (Італія) — у номінації міжнародних нагород «Віченца Палладіо» перше місце присуджено золотій пам'ятній монеті «Ластівчине гніздо» (2009 рік).

## Вартість монети
Ціна монети — 7528 гривень була вказана на сайті Національного банку України в 2011 році.
Фактична приблизна вартість монети з роками змінювалася так:
| Рік        | 2010   | 2011   | 2012   | 2013   | 2014   | 2015   | 2016   | 2017   | 2018   | 2019   |
| ---------- | ------ | ------ | ------ | ------ | ------ | ------ | ------ | ------ | ------ | ------ |
| Ціна, грн. | 6 100  | 7 700  | 9 000  | 8 500  | 8 600  | 18 800 | 19 000 | 20 000 | 21 700 | 20 900 |
| Рік        | 2020   | 2021   | 2022   | 2023   | 2024   | 2025   |        |        |        |        |
| Ціна, грн. | 26 000 | 30 000 | 48 000 | 48 000 | 59 000 | 76 000 |        |        |        |        |